# Степанов (Ростовская область)
Степанов — хутор в Матвеево-Курганском районе Ростовской области.
Входит в состав Алексеевского сельского поселения.

## География

### Улицы
- ул. Луговая,
- ул. Речная,
- ул. Степная.

## Население
| 2010 |
| ---- |
| 154  |